# Contea di Xuyi
La contea di Xuyi (盱眙县S, Xūyí XiànP) è una contea della Cina, situata nella provincia di Jiangsu e amministrata dalla prefettura di Huai'an.